# Прогресс (Новосибирская область)
Прогре́сс — посёлок в Новосибирском районе Новосибирской области России. Входит в состав Боровского сельсовета.

## География
Площадь посёлка — 74 гектара.

## Население
| 2002 | 2007 | 2010 |
| ---- | ---- | ---- |
| 220  | ↗223 | ↘196 |

## Инфраструктура
В посёлке по данным на 2007 год функционирует 1 учреждение здравоохранения.